# آیبیس
آیبیس (انگلیسی: Ibis) شرکت مهمان‌نوازی فرانسوی است، که در سال ۱۹۷۶ تأسیس شد.